# 548 Kressida
548 Kressida
548 Kressida là một tiểu hành tinh ở vành đai chính. Nó được Paul Götz phát hiện ngày 14.10.1904 ở Heidelberg và được đặt theo tên Cressida, công chúa thành Troia, nhân vật trong vở kịch Troilus và Cressida của Shakespeare.